# Геохимические провинции
Геохимические провинции — участки земной коры, отличающиеся повышенным или пониженным содержанием какого-либо химического элементов. Формирование геохимических провинций тесно связано с геологическим развитием Земли, обусловлено физико-химическим. условиями образования горных пород в земной коре. Геохимическое своеобразие провинции устанавливается специальные исследованиями: литохимическим, гидрохимическим, биохимическим, радиометрическим и др. методами. Изучение геохимических провинций важно для прогнозирования месторождений полезных ископаемых, охраны среды и т. д.